# Xệ vú

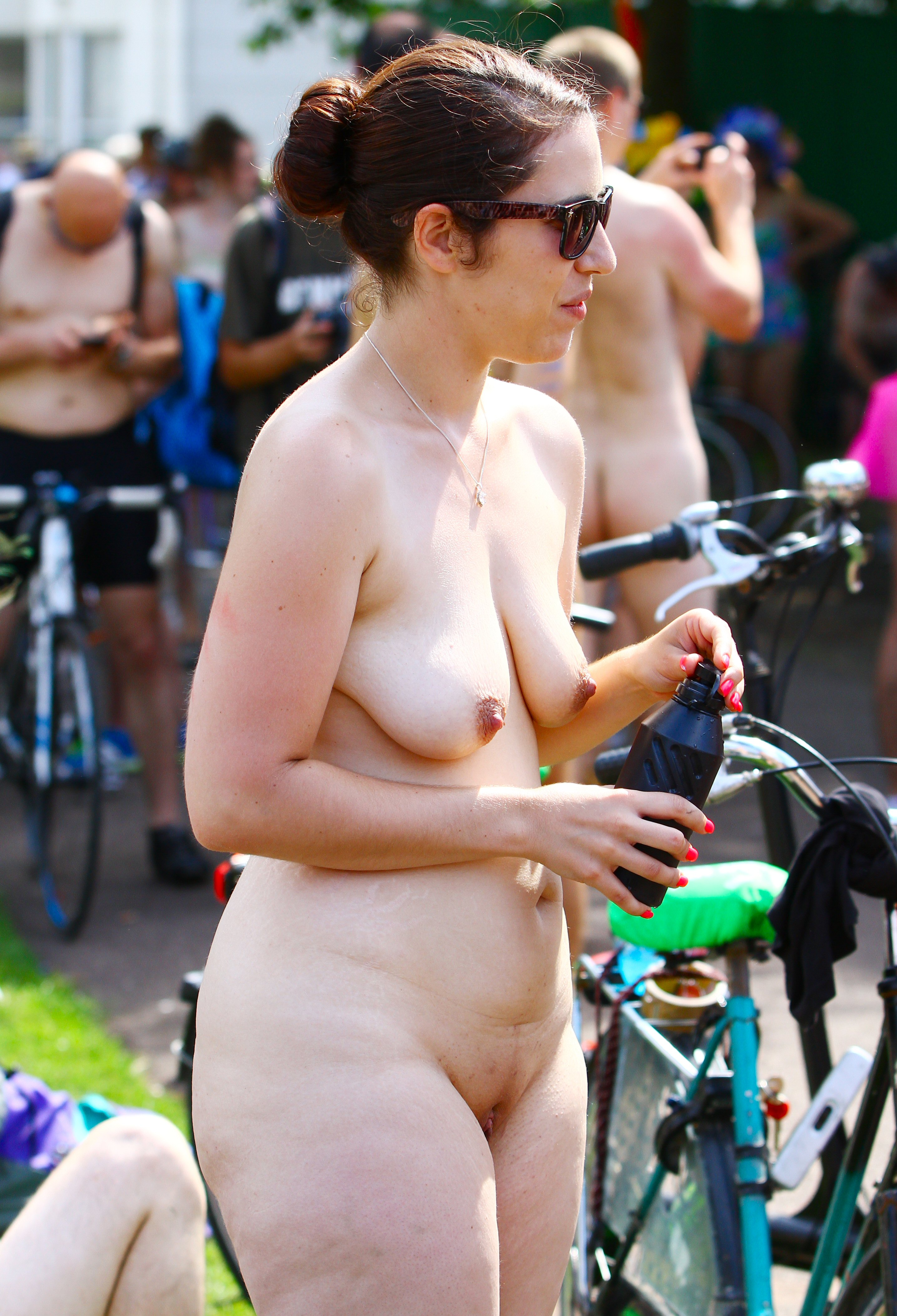
Một phụ nữ trẻ bị xệ vú

Xệ vú (Ptosis) hay còn gọi là sa trễ ngực hoặc ngực chảy xệ (Sagging) hay thõng dây chằng Cooper (Cooper's droop) là tình trạng bầu ngực bị chảy xuống, mất đi độ săn chắc và hình dáng ban đầu. Đây là một quá trình tự nhiên thường xảy ra do nhiều yếu tố. Tốc độ chảy xệ của ngực phụ nữ và mức độ sa trễ phụ thuộc vào nhiều yếu tố. Các yếu tố chính ảnh hưởng đến sa trễ ngực trong suốt cuộc đời của phụ nữ là hút thuốc lá, số lần mang thai, chỉ số khối cơ thể cao hơn, kích thước cúp áo ngực lớn hơn và thay đổi cân nặng đáng kể. Phụ nữ sau thời kỳ mãn kinh hoặc những người mắc bệnh mô liên kết hoặc thiếu hụt collagen có thể bị sa trễ nhiều hơn do mất độ đàn hồi ở da. Nhiều phụ nữ và chuyên gia y tế lầm tưởng rằng việc cho con bú làm tăng tình trạng chảy xệ. Người ta cũng thường tin rằng bản thân ngực không đủ khả năng nâng đỡ và việc mặc áo ngực giúp ngăn ngừa tình trạng chảy xệ, nhưng điều này chưa được chứng minh là đúng đắn. Về nguyên nhân thì khi cơ thể già đi, da mất đi độ đàn hồi do cơ thể lúc này giảm sản xuất collagen và elastin. 
Những thay đổi về nội tiết tố và sự căng giãn của mô vú trong quá trình mang thai và cho con bú có thể góp phần gây sa trễ. Tăng hoặc giảm cân đáng kể có thể làm da bị căng và mất đi tính đàn hồi. Yếu tố di truyền cũng có thể ảnh hưởng đến độ săn chắc của bộ ngực. Theo thời gian, trọng lực (thể trọng) cũng tác động lên mô vú, khiến ngực có xu hướng chảy xệ xuống. Mức độ sa trễ ngực có thể được phân loại thành các cấp độ khác nhau dựa trên vị trí của núm vú so với nếp gấp dưới vú (nếp lằn chân ngực). Sa trễ ngực là một tình trạng phổ biến và hoàn toàn bình thường nhưng đối với một số phụ nữ, nó có thể ảnh hưởng đến sự tự tin ngoại hình và họ có thể suy tính đến các phương pháp cải thiện như phẫu thuật thẩm mỹ nâng ngực (treo ngực sa trễ). Bác sĩ phẫu thuật thẩm mỹ phân loại mức độ sa trễ bằng cách đánh giá vị trí của núm vú so với nếp gấp dưới vú, điểm mà mặt dưới của vú bám vào thành ngực. Ở giai đoạn tiến triển nhất, núm vú nằm bên dưới nếp gấp và hướng xuống đất. Bộ ngực của phụ nữ thay đổi về kích thước, thể tích và vị trí trên ngực trong suốt cuộc đời. Ở những phụ nữ trẻ có ngực lớn, thậm chí là phì đại tuyến vú thì tình trạng chảy xệ có thể xảy ra sớm trong cuộc đời do tác động của trọng lực. Nguyên nhân chủ yếu có thể là do thể tích và trọng lượng của ngực không cân xứng với kích thước cơ thể.

## Hình ảnh

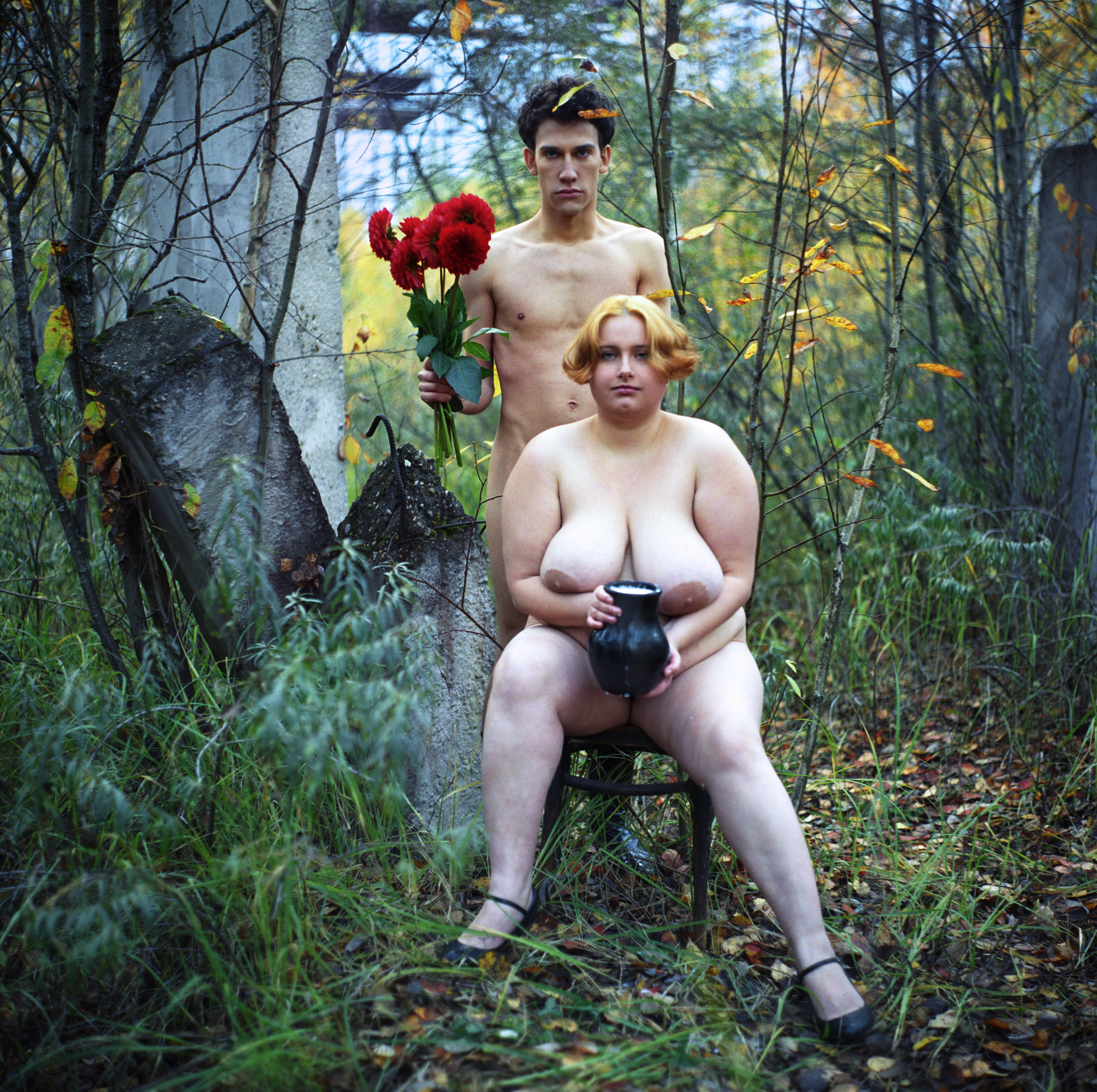
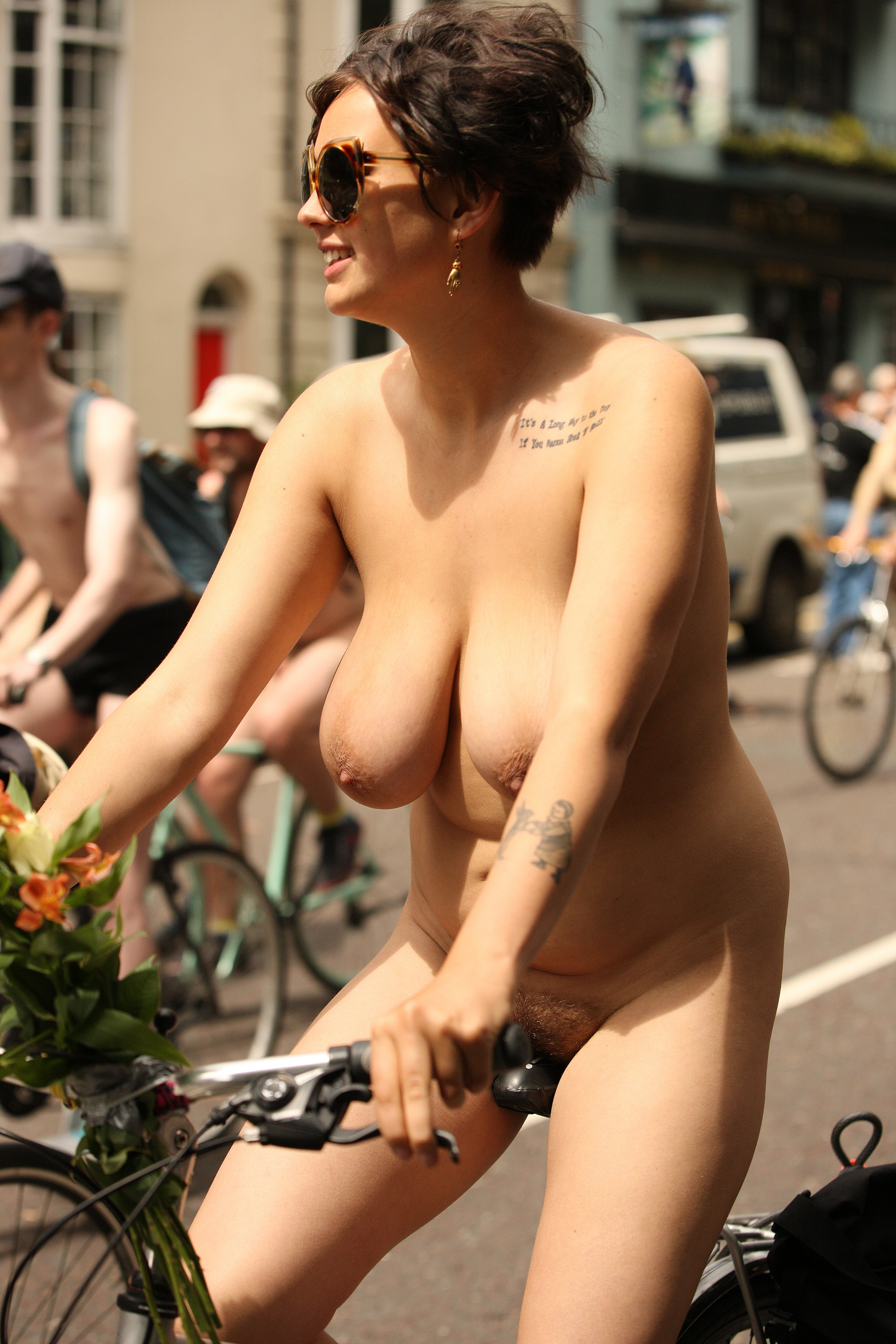
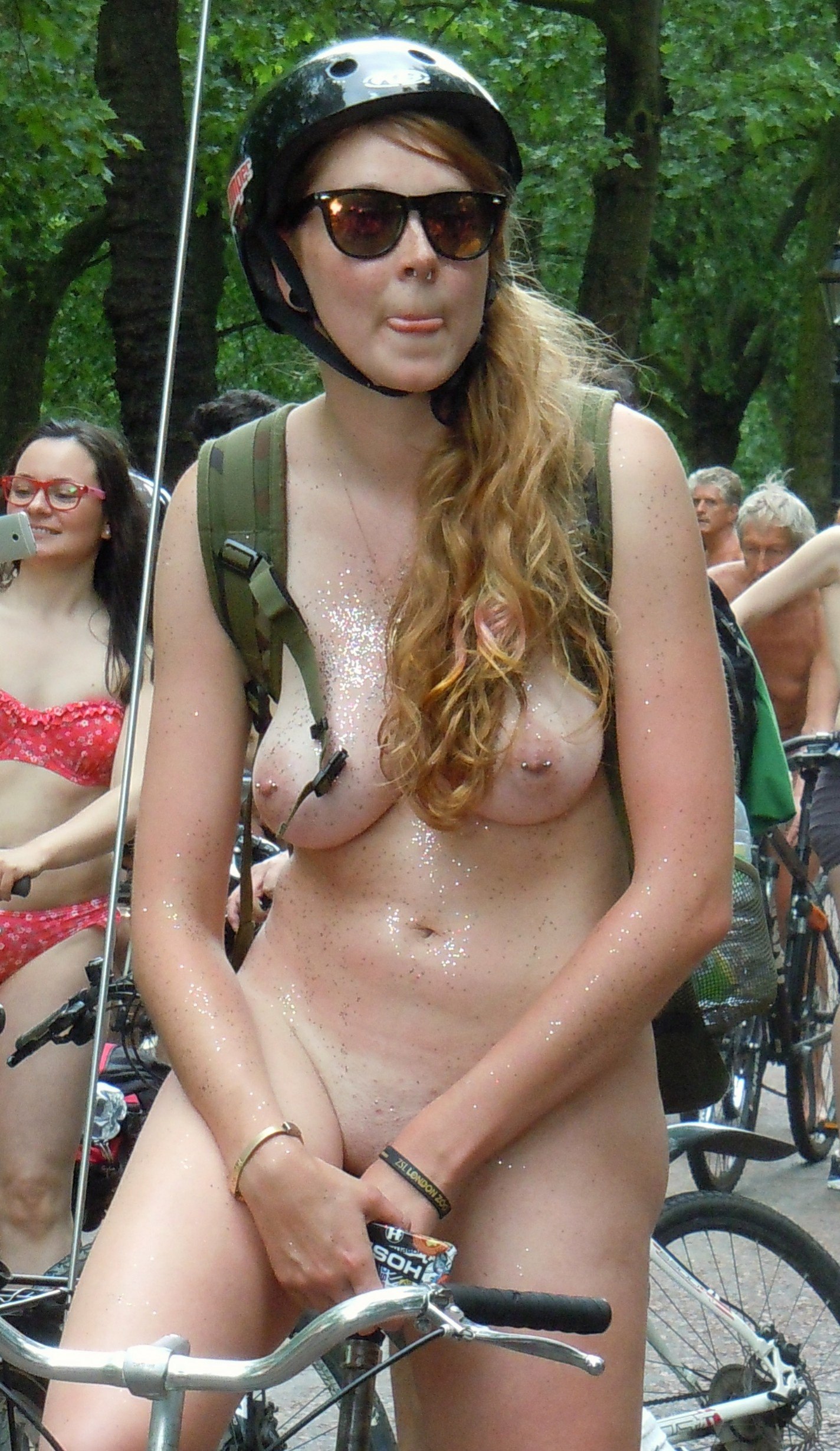
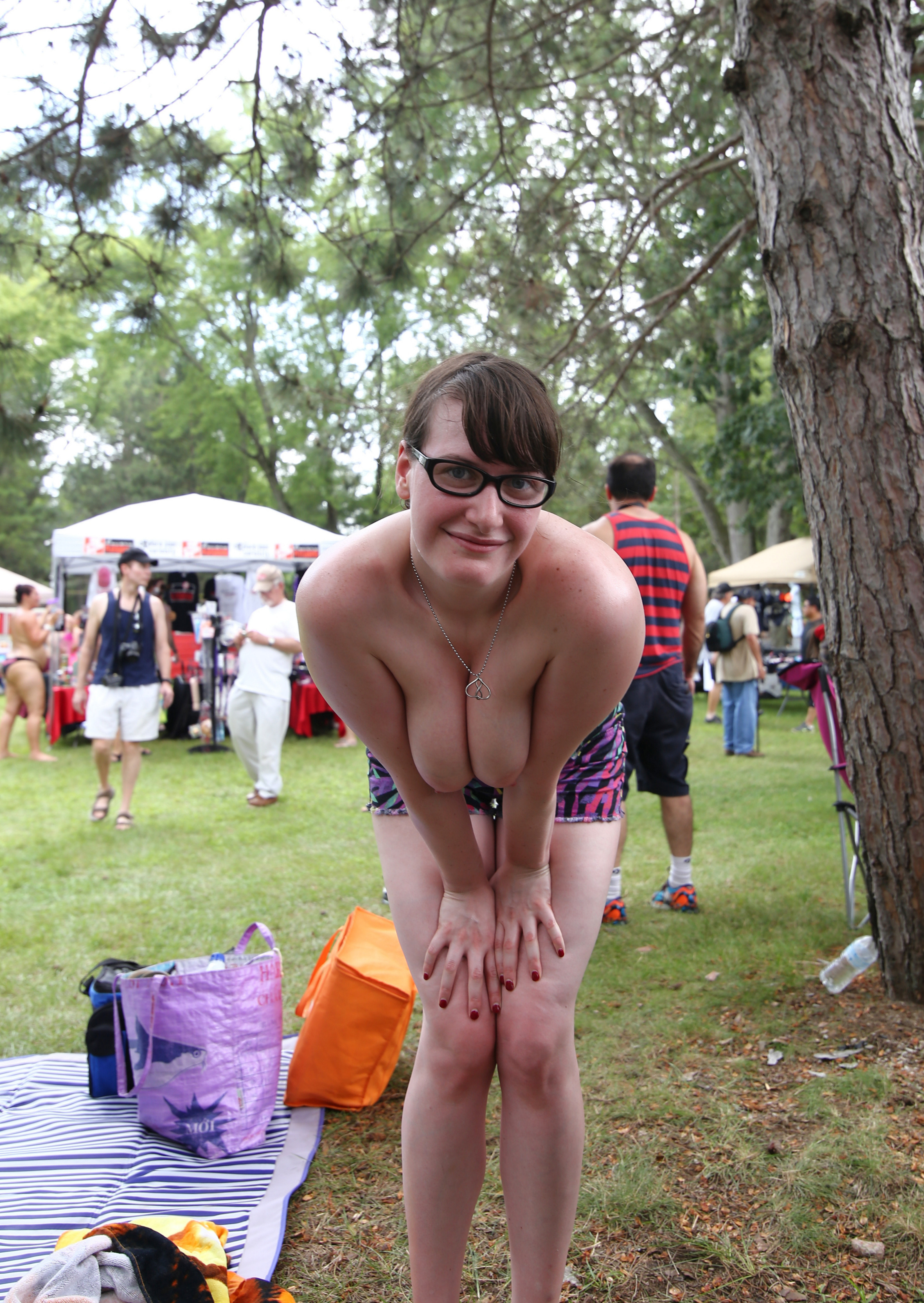
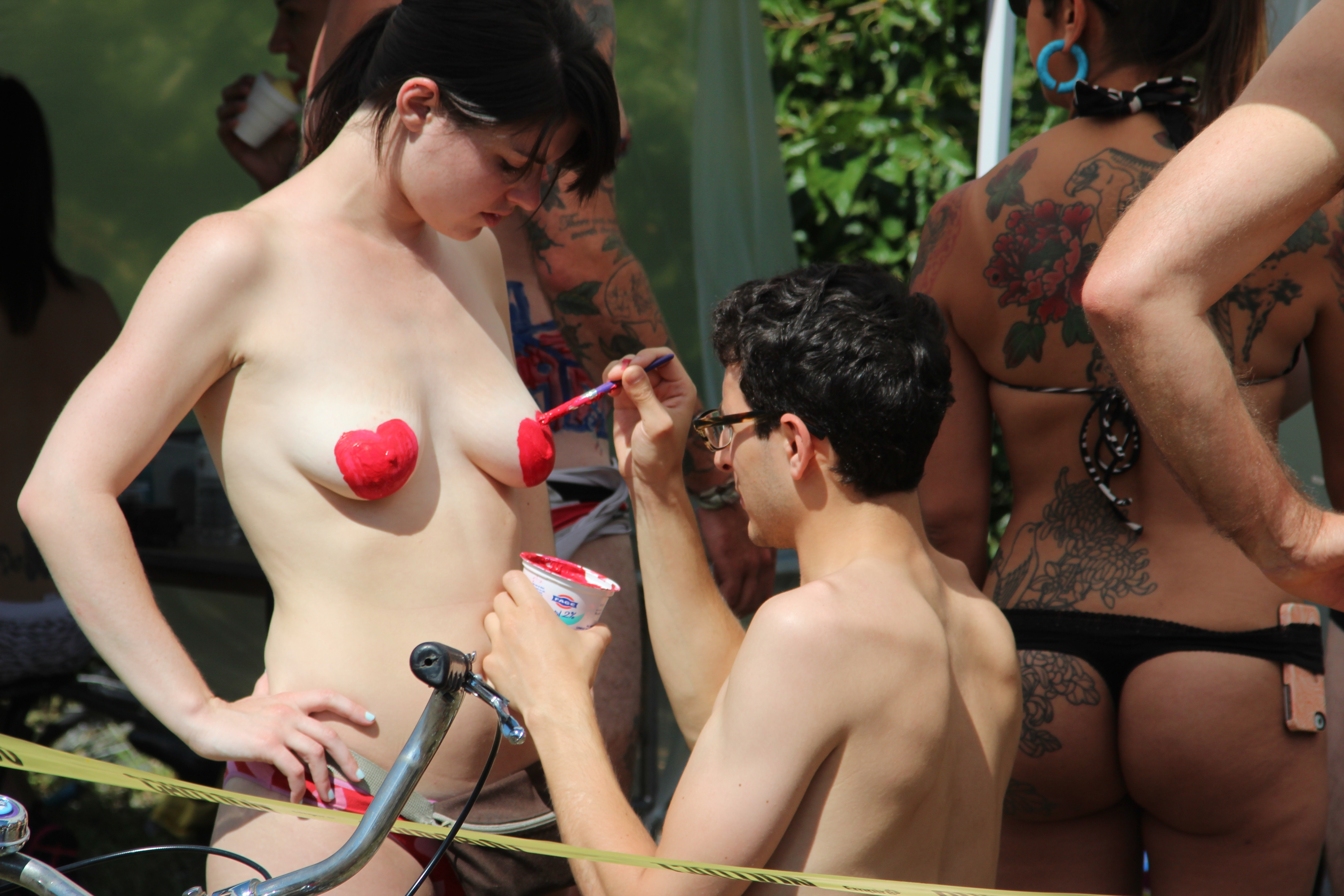
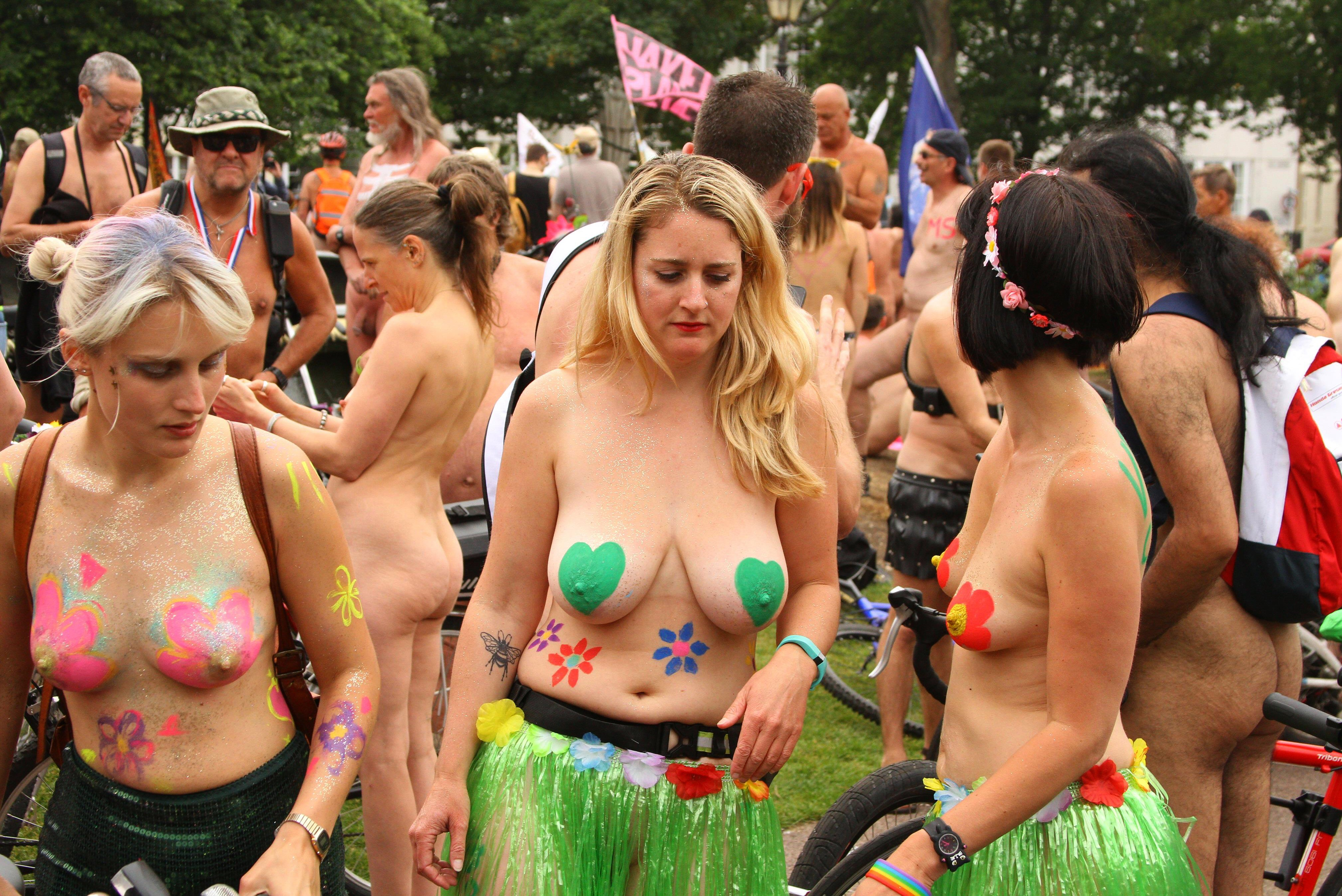
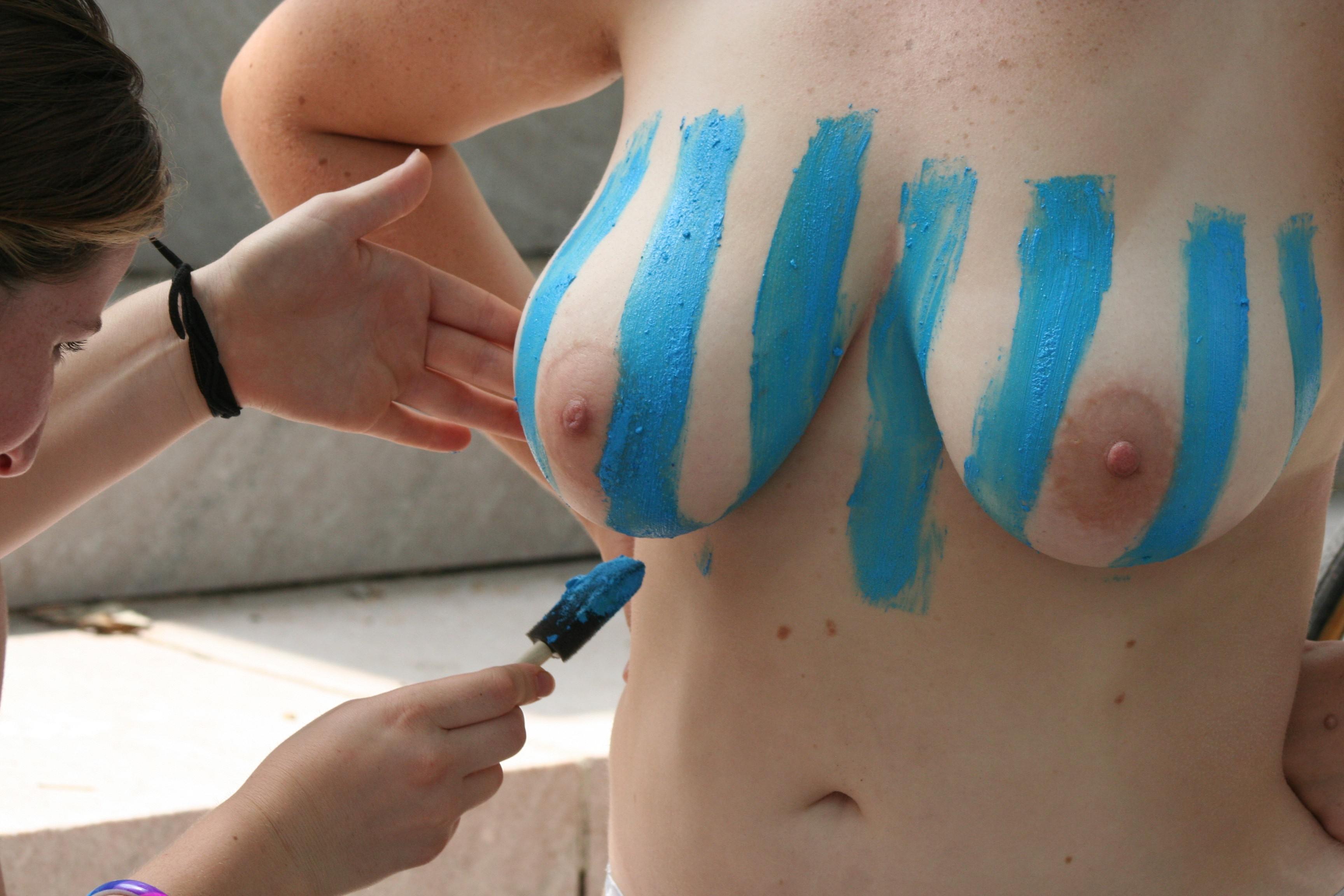